# Ophisma confundens
Ophisma confundens är en fjärilsart som beskrevs av Walker 1858. Ophisma confundens ingår i släktet Ophisma och familjen nattflyn. Inga underarter finns listade i Catalogue of Life.